# Relmo
Relmo é um município da província de La Pampa, na Argentina.